# Rallye Mexiko 2012

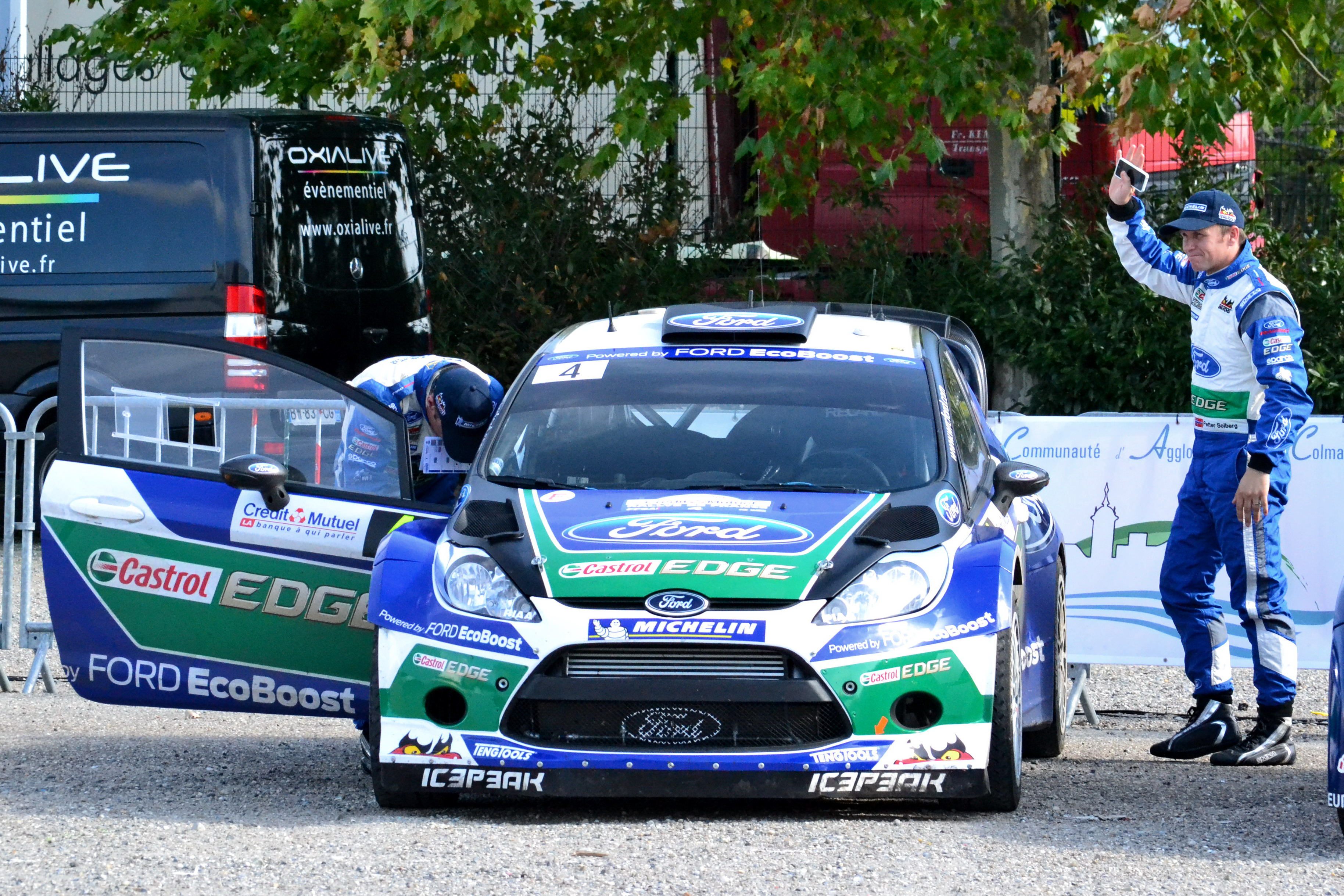
Petter Solberg und Chris Patterson mit dem Ford Fiesta RS WRC

Die 9. Rallye Mexiko war der 3. von 13 FIA-Weltmeisterschaftsläufen 2012. Die Rallye bestand aus 22 Wertungsprüfungen und wurde zwischen dem 8. und dem 11. März gefahren.

## Berichte

### 1. Tag (Donnerstag, 8. März)
Petter Solberg (Ford) gewann die Qualifikation vor Mikko Hirvonen (Citroën) und Sébastien Loeb (Citroën). Der Sieger der Qualifikation darf sich die Startposition aussuchen zur ersten Wertungsprüfung, Solberg wählte die Nummer 14.

### 2. Tag (Freitag, 9. März)
Solberg (Ford) und Jari-Matti Latvala (Ford) übernahmen zu Beginn der Rallye die Führung. Beide hatten aber einen Reifenschaden und verloren Zeit. Bei Latvala wurde auch die Aufhängung beschädigt. Nach acht Wertungsprüfungen führte Loeb mit 4,5 Sekunden Vorsprung auf Hirvonen (beide Citroën) und Mads Østberg (Ford). Latvala holte etwas Zeit auf, es fehlten ihm nach dem zweiten Tag der Rallye 1.19,9 Minuten auf die Spitze, was den vierten Platz bedeutete.

### 3. Tag (Samstag, 10. März)
Loeb baute seine Führung weiter aus und lag mit fast einer halben Minute Vorsprung auf Hirvonen in Führung. Pech hatte wiederum Latvala, der erneut einen Reifenschaden hatte. Jari-Matti Latvala arbeitete sich trotzdem auf den dritten Platz vor, allerdings hatte er über zwei Minuten Rückstand auf Sébastien Loeb am Abend.

### 4. Tag (Sonntag, 11. März)
Am vierten Tag war Loeb der sechste Sieg in der Rallye Mexiko nicht mehr zu nehmen. Hirvonen blieb auf Rang zwei und Petter Solberg wurde dritter. Latvala überschlug sich auf der Wertungsprüfung Guanajuatito (54,3 Kilometer) und Evgeny Novikov (Ford) tat es ihm gleich. Solberg sicherte sich die drei zusätzlichen WM-Punkte dank des Sieges bei der Power-Stage. Nach drei Läufen führt Loeb mit 66 Punkten vor Hirvonen (50), Solberg (47),  Østberg (28) und Latvala (26) die Weltmeisterschaft an.

## Klassifikationen

### Endresultat
| 1               | Sébastien Loeb    | Daniel Elena         | Citroën DS3 WRC            | 4:15:32.7 | 00:00.0   | 25 + 2 |
| 2               | Mikko Hirvonen    | Jarmo Lehtinen       | Citroën DS3 WRC            | 4:16:15.1 | 00:42.4   | 18     |
| 3               | Petter Solberg    | Chris Patterson      | Ford Fiesta RS WRC         | 4:17:44.1 | 02:11.4   | 15 + 3 |
| 4               | Mads Østberg      | Jonas Andersson      | Ford Fiesta RS WRC         | 4:20:24.2 | 04:51.5   | 12 + 1 |
| 5               | Ott Tänak         | Kuldar Sikk          | Ford Fiesta RS WRC         | 4:20:35.3 | 05:02.6   | 10     |
| 6               | Nasser Al-Attiyah | Giovanni Bernacchini | Citroën DS3 WRC            | 4:22:14.1 | 06:41.4   | 8      |
| 7               | Armindo Araújo    | Miguel Ramalho       | Mini John Cooper Works WRC | 4:28:19.6 | 12:46.9   | 6      |
| 8               | Sébastien Ogier   | Julien Ingrassia     | Škoda Fabia S2000          | 4:30:30.5 | 14:57.8   | 4      |
| 9               | Ken Block         | Alex Gelsomino       | Ford Fiesta RS WRC         | 4:37:59.5 | 22:26.8   | 2      |
| 10              | Ricardo Triviño   | Álex Haro            | Ford Fiesta RS WRC         | 4:39:03.4 | 23:30.7   | 1      |
| Klasse 3 / PWRC |                   |                      |                            |           |           |        |
| 1 (11)          | Benito Guerra     | Borja Rozada         | Mitsubishi Lancer Evo X    | 4:39:26.1 | 0:00:00.0 | 25     |
| 2 (12)          | Nicolás Fuchs     | Fernando Mussano     | Mitsubishi Lancer Evo X    | 4:43:36.0 | 0:04:09.9 | 18     |
| 3 (14)          | Michał Kościuszko | Maciek Szczepaniak   | Mitsubishi Lancer Evo X    | 5:00:13.5 | 0:20:47.4 | 15     |
| 4 (15)          | Gianluca Linari   | Nicola Arena         | Subaru Impreza WRX STI     | 5:14:08.1 | 0:34:42.0 | 12     |
| 5 (16)          | Tibor Érdi Jr.    | Attila Taborszki     | Mitsubishi Lancer Evo X    | 5:30:29.5 | 0:51:03.4 | *      |
| 6 (17)          | Rodrigo Salgado   | Diódoro Salgado      | Mitsubishi Lancer Evo IX   | 5:45:54.9 | 1:06:28.8 | 10     |
| 7 (18)          | Ramona Karlsson   | Miriam Walfridsson   | Mitsubishi Lancer Evo X    | 5:59:29.2 | 1:20:03.1 | 8      |

* nicht eingetragener Pilot der PWRC

### Wertungsprüfungen
| Tag                                    | WP                                     | Name                    | Länge    | Start                         | Gewinner                     | Beifahrer                          | Auto               | Zeit     | Ø km/h   | Leader             |
| -------------------------------------- | -------------------------------------- | ----------------------- | -------- | ----------------------------- | ---------------------------- | ---------------------------------- | ------------------ | -------- | -------- | ------------------ |
| Tag 1&2 (8./9. März)                   | WP1                                    | Guanajuato Street Stage | 1,05 km  | 20:09                         | Petter Solberg               | Chris Patterson                    | Ford Fiesta RS WRC | 00:53.7  | 70,39    | Petter Solberg     |
| Tag 1&2 (8./9. März)                   | Service Poliforum, 07:00 Uhr (15 Min.) |                         |          |                               |                              |                                    |                    |          |          | Petter Solberg     |
| Tag 1&2 (8./9. März)                   | WP2                                    | El Cubilete 1           | 22,12 km | 08:08                         | Mikko Hirvonen               | Jarmo Lehtinen                     | Citroën DS3 WRC    | 13:23.6  | 99,09    | Mikko Hirvonen     |
| Tag 1&2 (8./9. März)                   | WP3                                    | Las Minas 1             | 15,21 km | 09:06                         | Jari-Matti Latvala           | Mikka Anttila                      | Ford Fiesta RS WRC | 11:22.9  | 80,18    | Jari-Matti Latvala |
| Tag 1&2 (8./9. März)                   | WP4                                    | Los Mexicanos 1         | 9,76 km  | 09:47                         | Sébastien Loeb               | Daniel Elena                       | Citroën DS3 WRC    | 07:53.3  | 74,24    | Jari-Matti Latvala |
| Tag 1&2 (8./9. März)                   | WP5                                    | Ortega 1                | 23,69 km | 10:08                         | Sébastien Loeb               | Daniel Elena                       | Citroën DS3 WRC    | 14:08.7  | 100,49   | Mikko Hirvonen     |
| Tag 1&2 (8./9. März)                   | Service Poliforum, 12:13 Uhr (30 Min.) |                         |          |                               |                              |                                    |                    |          |          | Mikko Hirvonen     |
| Tag 1&2 (8./9. März)                   | WP6                                    | El Cubilete 2           | 22,12 km | 13:36                         | Jari-Matti Latvala           | Mikka Anttila                      | Ford Fiesta RS WRC | 13:11.8  | 101,86   | Sébastien Loeb     |
| Tag 1&2 (8./9. März)                   | WP7                                    | Las Minas 2             | 15,21 km | 14:34                         | Jari-Matti Latvala           | Mikka Anttila                      | Ford Fiesta RS WRC | 11:03.1  | 82,58    | Sébastien Loeb     |
| Tag 1&2 (8./9. März)                   | WP8                                    | Los Mexicanos 2         | 9,76 km  | 15:15                         | Jari-Matti Latvala           | Mikka Anttila                      | Ford Fiesta RS WRC | 07:43.6  | 75,79    | Sébastien Loeb     |
| Tag 1&2 (8./9. März)                   | WP9                                    | Ortega 2                | 23,69 km | 15:36                         | abgesagt                     | abgesagt                           | abgesagt           | abgesagt | abgesagt | Sébastien Loeb     |
| Tag 1&2 (8./9. März)                   | WP10                                   | León Street Stage       | 1,23 km  | 17:24                         | Sébastien Loeb               | Daniel Elena                       | Citroën DS3 WRC    | 01:16.4  | 57,96    | Sébastien Loeb     |
| Tag 1&2 (8./9. März)                   | Service Poliforum, 17:41 Uhr (45 Min.) |                         |          |                               |                              |                                    |                    |          |          | Sébastien Loeb     |
| Tag 1&2 (8./9. März)                   | WP11                                   | Super Special 1         | 2,21 km  | 20:13                         | Nasser Al-Attiyah            | Giovanni Bernacchini               | Citroën DS3 WRC    | 01:39.5  | 79,96    | Sébastien Loeb     |
| Tag 1&2 (8./9. März)                   | WP12                                   | Super Special 2         | 2,21 km  | 20:18                         | Chris Atkinson               | Stéphane Prévot                    | Ford Fiesta RS WRC | 01:38.3  | 80,94    | Sébastien Loeb     |
| Tag 2 (10. März)                       |                                        |                         |          |                               |                              |                                    |                    |          |          | Sébastien Loeb     |
| Service Poliforum, 06:00 Uhr (15 Min.) |                                        |                         |          |                               |                              |                                    |                    |          |          | Sébastien Loeb     |
| WP13                                   | Ibarrilla 1                            | 29,90 km                | 06:54    | Jari-Matti Latvala            | Mikka Anttila                | Ford Fiesta RS WRC                 | 18:01.4            | 99,54    |          | Sébastien Loeb     |
| WP14                                   | Otates 1                               | 41,88 km                | 08:12    | Sébastien Loeb                | Daniel Elena                 | Citroën DS3 WRC                    | 30:19.9            | 82,84    |          | Sébastien Loeb     |
| Service Poliforum, 09:57 Uhr (30 Min.) |                                        |                         |          |                               |                              |                                    |                    |          |          | Sébastien Loeb     |
| WP15                                   | Ibarrilla 2                            | 29,90 km                | 11:06    | Sébastien Loeb                | Daniel Elena                 | Citroën DS3 WRC                    | 17:55.3            | 100,10   |          | Sébastien Loeb     |
| WP16                                   | Otates 2                               | 41,88 km                | 12:24    | Jari-Matti Latvala            | Mikka Anttila                | Ford Fiesta RS WRC                 | 29:54.7            | 84,01    |          | Sébastien Loeb     |
| Service Poliforum, 14:09 Uhr (30 Min.) |                                        |                         |          |                               |                              |                                    |                    |          |          | Sébastien Loeb     |
| WP17                                   | Comanjilla 1                           | 17,91 km                | 15:30    | Jari-Matti Latvala            | Mikka Anttila                | Ford Fiesta RS WRC                 | 10:21.1            | 103,81   |          | Sébastien Loeb     |
| WP18                                   | Super Special 3                        | 4,42 km                 | 16:45    | Petter Solberg Sébastien Loeb | Chris Patterson Daniel Elena | Ford Fiesta RS WRC Citroën DS3 WRC | 03:14.3            | 81,89    |          | Sébastien Loeb     |
| WP19                                   | Super Special 4                        | 2,21 km                 | 16:50    | abgesagt                      | abgesagt                     | abgesagt                           | abgesagt           | abgesagt |          | Sébastien Loeb     |
| WP20                                   | Comanjilla 2                           | 17,91 km                | 17:23    | Jari-Matti Latvala            | Mikka Anttila                | Ford Fiesta RS WRC                 | 10:13.7            | 105,06   |          | Sébastien Loeb     |
| Service Poliforum, 18:38 Uhr (45 Min.) |                                        |                         |          |                               |                              |                                    |                    |          |          | Sébastien Loeb     |
| Tag 3 (11. März)                       |                                        |                         |          |                               |                              |                                    |                    |          |          | Sébastien Loeb     |
| Service Poliforum, 08:30 Uhr (15 Min.) |                                        |                         |          |                               |                              |                                    |                    |          |          | Sébastien Loeb     |
| WP21                                   | Super Special 5                        | 4,42 km                 | 09:30    | Thierry Neuville              | Nicolas Gilsoul              | Citroën DS3 WRC                    | 03:12.5            | 82,7     |          | Sébastien Loeb     |
| WP22                                   | Guanajuatito                           | 54,76 km                | 10:33    | Mikko Hirvonen                | Jarmo Lehtinen               | Citroën DS3 WRC                    | 36:30.7            | 89,2     |          | Sébastien Loeb     |
| WP23                                   | Derramadero                            | 11,51 km                | 12:06    | Sébastien Loeb                | Daniel Elena                 | Citroën DS3 WRC                    | 07:14.9            | 87,6     |          | Sébastien Loeb     |
| WP24                                   | Power Stage                            | 5,75 km                 | 13:18    | Petter Solberg                | Chris Patterson              | Ford Fiesta RS WRC                 | 03:11.4            | 102,7    |          | Sébastien Loeb     |
| Service Poliforum, 13:24 Uhr (10 Min.) |                                        |                         |          |                               |                              |                                    |                    |          |          | Sébastien Loeb     |

### Gewinner Wertungsprüfungen
| WP                       | Anzahl | Fahrer             | Auto               |
| ------------------------ | ------ | ------------------ | ------------------ |
| 3, 6–8, 13, 16, 17, 20   | 8      | Jari-Matti Latvala | Ford Fiesta RS WRC |
| 4, 5, 10, 14, 15, 18, 23 | 7      | Sébastien Loeb     | Citroën DS3 WRC    |
| 1, 18, 24                | 3      | Petter Solberg     | Ford Fiesta RS WRC |
| 2, 22                    | 2      | Mikko Hirvonen     | Citroën DS3 WRC    |
| 11                       | 1      | Nasser Al-Attiyah  | Citroën DS3 WRC    |
| 12                       | 1      | Chris Atkinson     | Ford Fiesta RS WRC |
| 21                       | 1      | Thierry Neuville   | Citroën DS3 WRC    |

### Fahrer-WM nach der Rallye
| Pos. | Fahrer             | Punkte |
| ---- | ------------------ | ------ |
| 1    | Sébastien Loeb     | 66     |
| 2    | Mikko Hirvonen     | 50     |
| 3    | Petter Solberg     | 47     |
| 4    | Mads Østberg       | 28     |
| 5    | Jari-Matti Latvala | 26     |

### Team-Weltmeisterschaft
| Pos. | Team             | Punkte |
| ---- | ---------------- | ------ |
| 1    | Citroën WRT      | 108    |
| 2    | Ford WRT         | 70     |
| 3    | M-Sport Ford WRT | 38     |